# 도노반
도노반 필립스 리치(영어: Donovan Philips Leitch, 1946년 5월 10일 ~ )는 도노반(영어: Donovan)이라는 이름으로 잘 알려진 스코틀랜드의 음악가이다. 그는 포크와 재즈, 사이키델릭, 월드뮤직을 섞음으로(특히 칼립소 음악) 다방면함과 독특함을 발전시켰다. 그는 스코트랜드와 런던, 그리고 캘리포니아에 살았고, 2008년까지 가족들과 아일랜드 코크 주에서 살았다. 영국 포크씬이 등장하기 시작할 때 도노반은 1965년 대중방송인 《레디 스테디 고》에서 큰 인기를 얻었다.
1965년 파이 음반사와 계약을 맺은 그는 싱글과 두 장의 앨범을 포크 스타일로 녹음했다. 후에 미국의 CBS/에픽 음반사와 계약을 맺으면서 여러 나라에 이름이 알려지게 되었다. 원래있던 기획사에서 나온 뒤부터 미키 모스트라는 독립 음악 프로듀서와 함께 길고 성공적인 협업을 했고, 영국과 미국 그리고 다른 나라에서도 히트를 쳤다.
그의 가장 성공적인 싱글 음반은 1965년에 영국에서 일찍이 히트한 〈Catch the wind〉, 〈Colours〉, 〈The Universal Soldier〉가 있다. 〈Sunshine Superman〉은 미국 빌보드 차트 100위 안에 들었고, 〈Mellow Yellow〉는 다음해 미국 차트 2위에 올랐으며, 동시에 〈Hurdy Gurdy Man〉은 1968년에 두 나라 모두 탑 5위안에 들었다. 그는 경영부사장 클라이브 데이스의 권유로 처음 CBS/Epic 음반사에 계약을 한 아티스트다. 도노반과 대부분은 196년5과 1970년 사이에 공동 작업을 했다. 그는 팝 뮤지션 브라이언 존스, 비틀즈, 존 바에즈의 친구였다. 1968년에는 존 레논에게 핑거피킹 기타 주법을 알려주었다. 도노반의 상업적 성공의 운은 1969년 이후 점점 약해졌고, 그는 잠시 동안 음악 산업을 떠났다.
도노반은 공연과 녹음을 1970년과 1980년대에 드물게 계속하였다. 그의 음악 스타일과 히피스런 모양새는 특히 펑크 록 이후 비평가들에게 경멸을 받았다. 그는 공연과 음반 제작을 여러 차례 중지하였으나, 영국의 레이즈 씬의 탄생과 함께 1990년대에 재기했다. 그는 1996년에 릭 루빈과 함께 《Sutras》을 녹음했고, 2004년에는 《Beat Cafe》라는 새로운 앨범도 녹음했다. 도노반은 2012년 로큰롤 명예의 전당에 그리고 2014년 작곡가 명예의 전당에 헌액되었다.

## 어린 시절
도노반은 1946년 5월 10일 글래스고의 매리힐에서 도널드와 위니프레드 리치(혼전성 필립스) 사이에서 태어났다. 도노반의 할머니는 아일랜드계 혈통을 가지고 있었다. 어릴 때 소아마비를 겪었고, 질병과 치료 과정을 거치면서 발을 절뚝거렸다. 이후 가족은 하트퍼드셔주 햇필드에 위치한 신도시로 이주하였다. 가족이 포크 음악 좋아했었으며, 그에 영향을 받아 14살 때부터 기타를 연주할 수 있게 되었다. 시간이 지나 도노반은 예술학교에 입학하였지만, 얼마 지나지 않아 중퇴를 하고, 비트닉의 열망을 이루기 위해 길을 떠났다.

## 음악적 경력

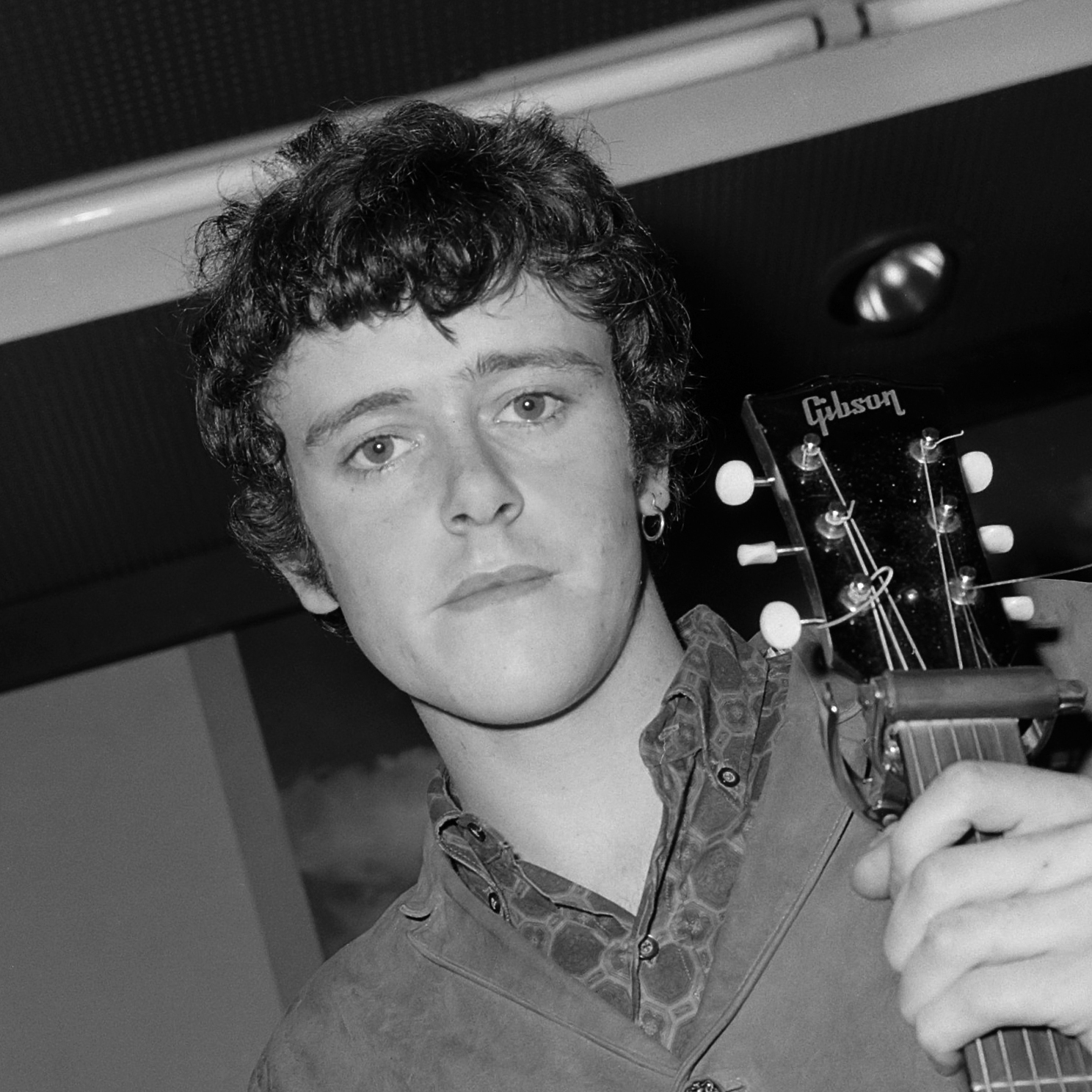
1965년에 촬영한 도노반

햇필드로 다시 돌아온 도노반은 지역 클럽에서 몇 달간 연주를 하며 시간을 보냈고, 세인트올번스에 있는 집 주변의 포크 음악 신을 받아들이고, 맥 맥레오드나 믹 소프틀리와 같은 지역 연주자들로부터 기타 기술을 배웠으며, 살면서 첫 자작곡을 완성하였다. 1964년에는 맨체스터로 집시 데이브와 함께 여행을 갔으며, 남은 여름은 데번주의 토키에서 시간을 보냈다. 토키에서 맥 맥레오드와 함께 버스킹을 시작하였고, 기타를 배웠으며, 전통 포크 음악과 블루스에 대해서도 배웠다.
1964년 말, 도노반은 런던에 위치한 파이 레코드에서 일하는 피터 에덴과 조프 스티븐스에게 매니지먼트 및 출판 계약을 제안받았다. 그는 이후 파이 레코드에서 나중에 도노반의 첫 싱글로 발매하는 ‘Catch the Wind’와 ‘Josie’를 포함하여 10개의 트랙이 수록된 데모 테이프(후에 아이튠즈서 발매되었다)를 녹음하였다. 첫 노래는 우디 거스리와 램블린 잭 엘리엇에게 영향을 받았으며, 밥 딜런도 이 둘에게 영향을 받았다.
데모를 녹음하는 동안, 도노반은 롤링 스톤의 브라이언 존슨과 근처에서 녹음을 하면서 친해졌다. 그때 당시 존스의 전 여자친구였던 린다 로렌스를 만났다. 둘은 헤어졌다가 재결합했다가를 5년 동안 반복하였으며, 이것이 당시 도노반의 음악적 경력의 원동력이 되었다. 로렌스는 도노반의 음악에 영향을 주었지만, 결혼하기를 거부하였고, 1960년대 후반에 미국으로 이주하였다. 하지만 1970년에 둘은 우연히 만나게 되었고, 곧 결혼식을 올렸다. 당시 도노반은 다른 관계를 맺는 여성이 있었는데, 그 여성 사이에서 도노반 리치와 아이오니 스카이가 태어났고, 두 명 다 배우가 되었다.

## 수상
2003년 11월, 도노반은 하트퍼드셔주 대학교로부터 명예 학위를 받았다. 2012년 4월 12일, 도노반은 로큰롤 명예의 전당에 헌액되었다.

## 디스코그래피
- What's Bin Did and What's Bin Hid, a.k.a. Catch the Wind (1965)
- Fairytale (1965)
- Sunshine Superman (1966)
- Mellow Yellow (1967)
- A Gift from a Flower to a Garden (1967)
- The Hurdy Gurdy Man (1968)
- Barabajagal (1969)
- Open Road (1970)
- HMS Donovan (1971)
- Cosmic Wheels (1973)
- Essence to Essence (1973)
- 7-Tease (1974)
- Slow Down World (1976)
- Donovan (1977)
- Neutronica (1980)
- Love Is Only Feeling (1981)
- Lady of the Stars (1984)
- One Night in Time (1993)
- Sutras (1996)
- Pied Piper (2002)
- Sixty Four (2004)
- Brother Sun, Sister Moon (2004)
- Beat Cafe (2004)
- Ritual Groove (2010)
- The Sensual Donovan (2012)
- Shadows of Blue (2013)